# Barranc de les Calcilles
El Barranc de les Calcilles és un barranc del terme de Castell de Mur, de l'antic terme de Mur, al Pallars Jussà.
Es forma al Tornall, al costat nord del poble de Collmorter, des d'on davalla cap al nord-est, passant ran de la Font de l'Obac. S'aboca en el barranc d'Arguinsola després de 700 metres de recorregut.